# Franz Jonas
Franz-Josef Jonas (njemački izgovor: [fʀanʦ ˈjoːnas]; 4. listopada 1899. – 24. travnja 1974.) bio je austrijski političar, ujedno i sedmi Predsjednik Austrije, između 1965. i 1974.
Radio je na slaganju slova za tiskanje te je bio član Socijalno-demokratske stranke u Austriji. Nakon Drugog Svjetskog rata, otišao je u javnu Bečku politiku i bio gradonačelnik Beča, od 1951. do 1965. godine.1965. godine izabran je za  predsjednika i ponovo izabran 1971. godine.
Jonas je bio i strastveni zagovornik esperanta i 1923. godine je postao dugogodišnji instruktor tog jezika. Njegovo obraćanje 1970. godine na Svjetskom kongresu esperanta, održanog u Beču, bilo je na esperantskom jeziku.
Preminuo je u uredu 1974. godine, četvrti uzastopni predsjednik s takvom smrću.
U Beču postoji velika tramvajska stanica službenog naziva Schottentor, koja je sagrađena za vrijeme dok je Jonas bio gradonačelnik koja je kasnije imenovana po njemu (Jonas-Reindl).
1966. godine, dodijeljen mi je Veliki križ Kraljevskog norveškog reda Svetog Olafa s ovratnikom, i 1969. godine Pierre de Coubertin medalja.